# Killer Be Killed
Killer Be Killed é uma superbanda americano formada por Max Cavalera (Soulfly, ex-Sepultura, Cavalera Conspiracy, Nailbomb) e Greg Puciato (The Dillinger Escape Plan), Troy Sanders (Mastodon) e Dave Elitch (ex-The Mars Volta), fundada no início de 2011. A banda lentamente estava trabalhando em material antes de anunciar o seu nome em outubro de 2013, juntamente com a sua assinatura para a Nuclear Blast. A data de lançamento de seu álbum de estréia auto-intitulado foi em 13 de maio de 2014.

## Membros
Membros Atuais
- Greg Puciato – vocal, guitarra (2011–presente)
- Max Cavalera – vocal, guitarra (2011–presente)
- Troy Sanders – vocal, baixo (2012–presente)
- Dave Elitch – bateria, percussão (2012–presente)

## Discografia
- Killer Be Killed (2014, Nuclear Blast)
- Reluctant Hero (Nuclear Blast)